# Acroneuria lycorias
Acroneuria lycorias és una espècie d'insecte plecòpter pertanyent a la família dels pèrlids.

## Descripció
- Els mascles fan 18 mm de llargària i les femelles 35.
- Les femelles tenen la placa subgenital aplanada o emarginada apicalment.[3]

## Reproducció
Té una longevitat de 3 anys a Saskatchewan. Les larves viuen a sota de les pedres en els trams dels rius on el corrent és més ràpid i els adults emergeixen a principis o mitjans de juliol segons la temperatura de l'aigua.

## Alimentació
Les nimfes més petites mengen fulles i matèria vegetal, tot i que les més grosses adopten una dieta carnívora i es nodreixen de larves i nimfes petites d'altres insectes aquàtics.

## Distribució geogràfica
Es troba a Nord-amèrica: el Canadà (Manitoba, Nova Brunswick, Nova Escòcia, Ontario, el Quebec i Saskatchewan) i els Estats Units (Connecticut, Massachusetts, Kentucky, Iowa, Maine, Michigan, Minnesota, Carolina del Nord, Dakota del Nord, Florida, Nova Jersey, Nova York, Ohio, Pennsilvània, Tennessee, Virgínia, Wisconsin i Virgínia Occidental).

## Estat de conservació
No es troba en perill d'extinció, però és sensible a la contaminació.